# Tegalaren (Purwodadi)
Tegalaren is een bestuurslaag in het regentschap Purworejo van de provincie Midden-Java, Indonesië. Tegalaren telt 310 inwoners (volkstelling 2010).